# USS Indianapolis (LCS-17)
«Індіанаполіс» (англ. USS Indianapolis (LCS-17)) —  бойовий корабель прибережної зони типу «Фрідом» виробництва компанії «Lockheed Martin».
Свою назву отримав на честь міста Індіанаполіс, столиці штату Індіана.

## Історія створення
Корабель був замовлений 29 грудня 2010 року. Закладений 18 липня 2016 року на верфі фірми «Lockheed Martin». 
Спущений на воду 18 квітня 2018 року, а вступив у стрій 26 жовтня 2019 року.